# زمین‌لرزه ۱۹۴۳ توتوری
زمین‌لرزه توتوری  در تاریخ ۱۰ سپتامبر ۱۹۴۳ میلادی، برابر با ‎۱۸ شهریور ۱۳۲۲، ساعت ۸:۳۶:۵۳ به زمان یوتی‌سی در ژاپن ، منطقه توتوری رخ داد. بزرگی آن ۷ در مقیاس Mw اعلام شده‌است. زمین‌لرزه به وقت محلی در روز جمعه، ساعت ۱۷ روی داده و منطقه زمانی آن یوتی‌سی +۹ بوده‌است .
سازمان زمین‌شناسی آمریکا نیز جای این زمین‌لرزه را در مختصات ۳۵°۱۸′شمالی ۱۳۳°۵۴′شرقی / ۳۵٫۳°شمالی ۱۳۳٫۹°شرقی و بزرگی آنرا برابر با ۷٫۴ در مقیاس ریشتر اعلام کرده‌است. ژرفای گزارش شده از سوی این سازمان ۱۰ کیلومتر می‌باشد.
تعداد زخمیان ۳۲۵۹ نفر برآورده شده‌است.آتش در این زمین‌لرزه درگرفته‌است.